# Mallersdorf-Pfaffenberg
Mallersdorf-Pfaffenberg è un comune tedesco di 6 571 abitanti, situato nel land della Baviera.